# Cleomaceae
Cleomaceae é uma família de plantas angiospérmicas (plantas com flor - divisão Magnoliophyta), pertencente à ordem Brassicales.
A ordem à qual pertence esta família está por sua vez incluida na classe Magnoliopsida (Dicotiledôneas).
Esta família é composta por 275 espécies em 8 gêneros. São essencialmente plantas herbáceas. Podem ocorrer como árvores ou lianas. Os mebros desta família estão distribuidos pelas regiões sub-tropicais a tropicais. 

## Morfologia
Cleomaceae trata-se de plantas que podem aparecer na forma de arbustos, subarbusto, raramente
arbórea ou lianas (trepadeiras e cipós). Elas podem ser perenes ou anuais, isto é, com ciclo de vida
longo ou completando seu ciclo de vida no decorrer de um ano respectivamente. 
Quando em forma de arbustos e subarbustos, as mais comuns, podem ser eretas ou bastante
ramificadas. Costumam não apresentar estípulas, porém quando apresenta tendem a ser diminutas.
Suas folhas podem ser simples ou palmo-compostas, apresentando ou não pecíolo e peciólulo.
Suas flores são zigomorfas com 4 sépala livres ou ligeiramente unidas na base, de coloração verde,
podem ser decíduas ou persistentes nos frutos. Possuem 4 pétalas unguiculadas que podem ser
brancas, róseas, lilás ou vináceas, possuem entre 6-10 estames.
As sementes apresentam forma de ferradura com a testa lisa ou com estrias longitudinais conspícuas
ou inconspícuas, com crista transversal evidente ou não. A fenda de abertura das sementes é revestida
por uma fina membrana que liga as extremidades da semente. 

## Lista de gêneros e espécies
Há oito principais gêneros dentro da família Cleomaceae, são eles; Buhsia, Cleome, Cleomella,
Gynandropsis, Haptocarpum,Physostemon, Polanisia, Wislizenia e Tarenaya. 
Dentro desses gêneros, há 275 espécies das quais 19 são endêmicas do Brasil. 

## Ocorrências
A família Cleomaceae ocorre nas regiões subtropicais a tropicais. No Brasil, estão distribuídas nos
domínios fitogeográficos da Amazônia, Caatinga, Cerrado, Mata Atlântica, Pampa e Pantanal. 
Dos estados brasileiros, os únicos que ainda não tem ocorrência confirmada dessa família são os estados
de Sergipe e Paraná. 
| Regiões      | Estados                                                                                   |
| ------------ | ----------------------------------------------------------------------------------------- |
| Norte        | Acre, Amazonas, Amapá, Pará, Rondônia, Roraima, Tocantins                                 |
| Nordeste     | Alagoas, Bahia, Ceará, Maranhão, Paraíba, Pernambuco, Piauí, Rio Grande do Norte, Sergipe |
| Centro-oeste | Distrito Federal, Goiás, Mato Grosso do Sul, Mato Grosso                                  |
| Sudeste      | Espírito Santo, Minas Gerais, Rio de Janeiro, São Paulo                                   |
| Sul          | Paraná, Rio Grande do Sul, Santa Catarina                                                 |

## Relações filogenéticas
Assim como Cleomaceae, outras 16 famílias compõem a ordem Brassicales Porém, estudos
recentes sugerem que, na verdade, somente Bataceae, Caricaceae, Limnanthaceae, Salvadoraceae,
Brassicaceae, Cleomaceae, Moringaceae, Tovariaceae, Capparaceae, Koeberliniaceae, Resedaceae e
Tropaeolaceae compoem este clado.
Cleomaceae surgiu de um trabalho desenvolvido em 1994 que sugeriu fundir as Capparaceae com
Brassicaceae. Análises moleculare do DNA indicaram que Capparaceae tratava-se de um grupo parafilético, sugerindo-se,
então, que os gêneros mais próximos de Brassicaceae fossem atribuidos a Cleomaceae. 